# Roiu
Roiu är en småköping (estniska: alevik) i Haaslava kommun i landskapet Tartumaa i sydöstra Estland. Orten ligger vid ån Mõra jõgi, ca 15 kilometer sydöst om staden Tartu.
I kyrkligt hänseende hör orten till Võnnu församling inom den Estniska evangelisk-lutherska kyrkan.